# José Antonio Calado Silva
José Calado (Lisboa, 1 de març de 1974) és un futbolista portugués, que juga en la posició de migcampista.

## Trajectòria esportiva
Després de destacar a la lliga portuguesa en l'Estrela Amadora i el Benfica, on romandria durant sis temporades, el 2001 marxa a la competició espanyola per militar en el Reial Betis junt el seu compatriota Joao Tomas.
No s'acaba de fer un lloc a l'equip bètic, que el cedeix al Polideportivo Ejido, de Segona Divisió. Al conjunt d'Ejido gaudeix de més oportunitats, i després de dues temporades com a cedit, fitxa per dues més, tot i que la 06/07 la passa en blanc per una lesió.
Des del 2007 juga a la lliga xipriota, en els modestos APOP i AEP.

## Selecció
José Calado va ser internacional amb la selecció portuguesa de futbol, tot jugant quatre partits. Amb la selecció olímpica va participar en els Jocs Olímpics d'Atlanta 1996.